# Bluewater Stadium
Het Bluewater Stadium is een multifunctioneel stadion in Napier, een stad in Nieuw-Zeeland. Het is onderdeel van het grotere Park Island Complex en wordt ook Park Island Recreation Ground genoemd.
Het stadion wordt vooral gebruikt voor voetbalwedstrijden, de voetbalclubs Napier City Rovers en Hawke's Bay United maken gebruik van dit stadion. In het stadion is plaats voor 4.000 toeschouwers. Het stadion werd geopend in 1985.